# Nobel & Lessner
Nobel & Lessner grundades 1912 som ett ubåtsvarv för den ryska marinen i Tallinn i dåvarande Ryssland av Ludvig Nobels Mekaniska Verkstad och G.A. Lessner Maschinenfabrik, båda med säte i Sankt Petersburg.
Ryska marinen var efter rysk-japanska kriget 1904 i behov av upprustning med bland annat ubåtar, och varvet grundades i detta syfte. Det byggdes upp 1913–1914. De första tre ryska ubåtarna byggdes av den ryska marinens varv, medan Nobel & Lessner byggde fem ubåtar från 1915. Tillverkningen av dieselmotorer låg dock kvar i Ludvig Nobels företag i Petrograd. Därefter avbröts produktionen 1917 av Februarirevolutionen. Varvet bytte 1916 namn till Petrovskaya verf.
Efter Estlands självständighet 1918 började varvet tillverka mindre fartyg. Under Estlands tid som en sovjetrepublik inom Sovjetunionen benämndes varvet Factory nr 7.
Efter det att Estland åter blev självständigt 1991, drevs varvet under tio år till, innan det lades ned 2001. Varvsområdet har under andra delen av 2010-talet byggts om till fritidsbåtshamn och bostads- och kulturområdet Noblessner, men ett antal skyddsvärda industrifastigheter har bevarats, eller är (2019) fortfarande under restaurering. I två av den inryms konstnärscentret Kai konstcentrum respektive Proto upptäckarverkstad. Det sistnämnda ligger i den tidigare gjuteribyggnaden.